# Svenska mästerskapen i dressyr 2006
Svenska mästerskapen i dressyr 2006 arrangerades av Strömsholms ridsportförening och avgjordes i Strömsholm. Tävlingen var den 56:e upplagan av Svenska mästerskapen i dressyr.

## Resultat
| Placering | Ryttare           | Häst        |
| --------- | ----------------- | ----------- |
| 1         | Jan Brink         | Briar       |
| 2         | Louise Nathhorst  | Guinness    |
| 3         | Tinne Vilhelmsson | Solos Carex |